# Aprendizagem de características
No aprendizado de máquina, a aprendizagem de características ou aprendizagem de representações é um processo que aprende automaticamente a representação de dados brutos. Essas representações podem ser usadas para melhorar o desempenho de algoritmos de aprendizado de máquina em tarefas como classificação e detecção. O aprendizado de características pode ser supervisionado, não supervisionado ou semi-supervisionado. É uma técnica poderosa que pode ser usada em uma ampla variedade de aplicações de aprendizado de máquina, incluindo reconhecimento de fala, reconhecimento de imagem e processamento de linguagem natural. É frequentemente usada em conjunto com outras técnicas de aprendizado de máquina, como redes neurais profundas e aprendizado por reforço, para melhorar o desempenho do modelo.

## Tipos
Existem três tipos principais de aprendizagem de características: supervisionado, não supervisionado e auto-supervisionado (ou auto-supervisão).
- Aprendizado supervisionado de características – as características são aprendidas usando dados rotulados.[2]
- Aprendizado não supervisionado de características – as características são aprendidas com dados não rotulados, analisando a relação entre os pontos no conjunto de dados.[3]
- Aprendizado auto-supervisionado de características – as características são aprendidas usando dados não rotulados como no aprendizado não supervisionado, no entanto, pares de entrada-rotulagem são construídos a partir de cada ponto de dados.[4]